# Henry Maurice Stratton

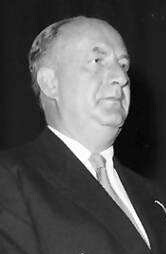
Stratton bei der Verleihung der Ehrendoktorwürde durch die Universität Freiburg (1957)

Henry Maurice Stratton (geboren als Max Slovsky 5. April 1901 in Wien, Österreich-Ungarn; gestorben 5. April 1984 in Palm Beach) war ein austroamerikanischer Verleger und Wissenschaftsförderer.

## Leben
Max Slovsky brach 1925 das Medizinstudium ab und machte eine Ausbildung im Medizinalverlag Urban & Schwarzenberg, danach arbeitete er beim von Marie Frischauf geleiteten Verlag für Medizin Weidmann & Co. Nach dem Anschluss Österreichs 1938 emigrierte er nach Kuba, wo er für einen Verlag arbeitete, der amerikanische Medizin-Lehrbücher in spanischer Sprache herstellte. 1940 zog er nach New York und nannte sich nun Stratton.
Er war mit Lillian verheiratet.

## Wirken
Am 7. April 1941 gründete er den weltweit agierenden Medizin-Verlag Grune & Stratton und konzentrierte sich zunächst auf die Herausgabe von Emigranten-Lehrbüchern. 1954 wurde er Präsident der Intercontinental Medical Book Corporation.
Durch Siegfried Thannhauser lernte er William Dameshek kennen, mit dem er 1946 die erste englischsprachige Hämatologiezeitschrift Blood: The Journal of Hematology herausbrachte und die Initiative für die Gründung der International Society of Hematology (ISH) ergriff. Sein Hauptinteresse galt der Hämatologie. Im Jahr 1956 organisierte er die Gründungsversammlung der American Society of Hematology. Mit der Henry and Lillian Stratton Foundation wurden Forschungsprojekte gefördert und namhafte Laboratorien in den USA, in Israel und der Schweiz finanziert. Er stiftete den vergebenen Stratton-Jaffé Hematology Scholar Award.
Die hämatologische Fachgesellschaft American Society of Hematology (ASH) zeichnet herausragende etablierte Wissenschaftler in der Hämatologie mit der Henry M. Stratton Medal aus.

## Ehrungen
- 1957: Ehrendoktorwürde durch die Universität Freiburg/Breisgau
- Doctor of Humane Letters durch die Mount Sinai Medical School in New York[1]
- 1969: Ehrenmitglied der Deutschen Gesellschaft für Hämatologie und Medizinische Onkologie[4]
- 1980: Ehrensenator der Universität Wien[1][5]